# Josef Rýdel
Josef Rýdel SDB (2. června 1925, Štramberk – 26. října 1998, Brno), byl český katolický kněz, člen řádu salesiánů, perzekvovaný v době komunistického režimu.

## Životopis
Po ukončení měšťanské školy v roce 1939 nastoupil do salesiánského aspirantátu ve Fryštáku. O tři roky později odešel do Ořechova u Uherského Hradiště, kde v roce 1943 skládal první řeholní sliby. V roce 1946 složil maturitu na gymnáziu v Kyjově. Po absolvování střední školy odešel do oratoře do Prahy, v roce 1946 začal v Oseku studovat bohosloví, tam ho zastihla v dubnu 1950 násilná internace. V září 1950 nastoupil k PTP, vojenskou službu prožil v těžké práci do konce roku 1953, pak se vrátil k rodičům do Štramberka a pracoval jako dělník v kopřivnické Tatře. Současně po večerech vystudoval strojní průmyslovku s maturitou. Na jaře 1969 odešel na Vodní dílo Želivka mezi ostatní spolubratry salesiány. Zde při práci studoval a připravoval se na bohosloví. Na podzim roku 1970 nastoupil na Cyrilometodějskou bohosloveckou fakultu v Litoměřicích a v roce 1974 byl vysvěcen biskupem Trochtou na kněze. V době politické normalizace však nemohl působit ve veřejné duchovní správě. Od roku 1974 pracoval 12 let v Geodézii v Brně.
Těžká práce, kterou dělal po řadu desetiletí, mu přinesla zdravotní potíže a nemoci.  Pokud mu dovolil zdravotní stav, obětavě sloužil jako kněz na mnoha místech řeholním sestrám a také vypomáhal v duchovní správě. 
V posledních letech života žil v Brně, naposled působil jako výpomocný duchovní v kostele Panny Marie Pomocnice v Brně-Žabovřeskách. Pohřben je na Ústředním hřbitově v Brně.